# Эльце
Эльце (нем. Elze) — город в Германии, в земле Нижняя Саксония. Расположен в 30 км к югу от Ганновера.
Входит в состав района Хильдесхайм. Население составляет 8986 человек (на 31 декабря 2010 года). Занимает площадь 47,71 км². Официальный код — 03 2 54 014.
Город подразделяется на 6 городских районов.
| Год  | Население |
| ---- | --------- |
| 1990 | 9298      |
| 1995 | 9712      |
| 2000 | 9683      |
| 2005 | 9519      |
| 2010 | 9087      |

## Фотографии

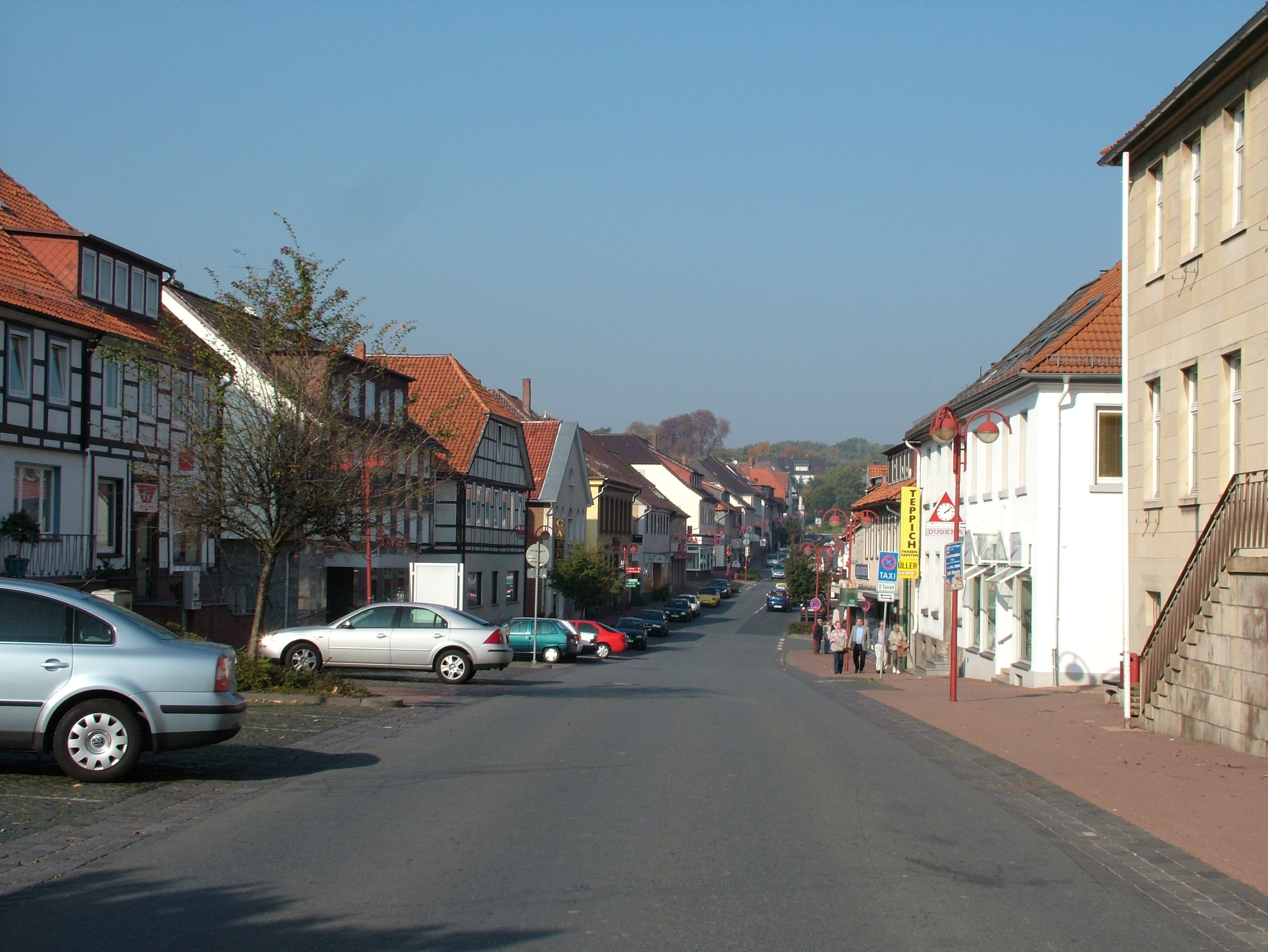
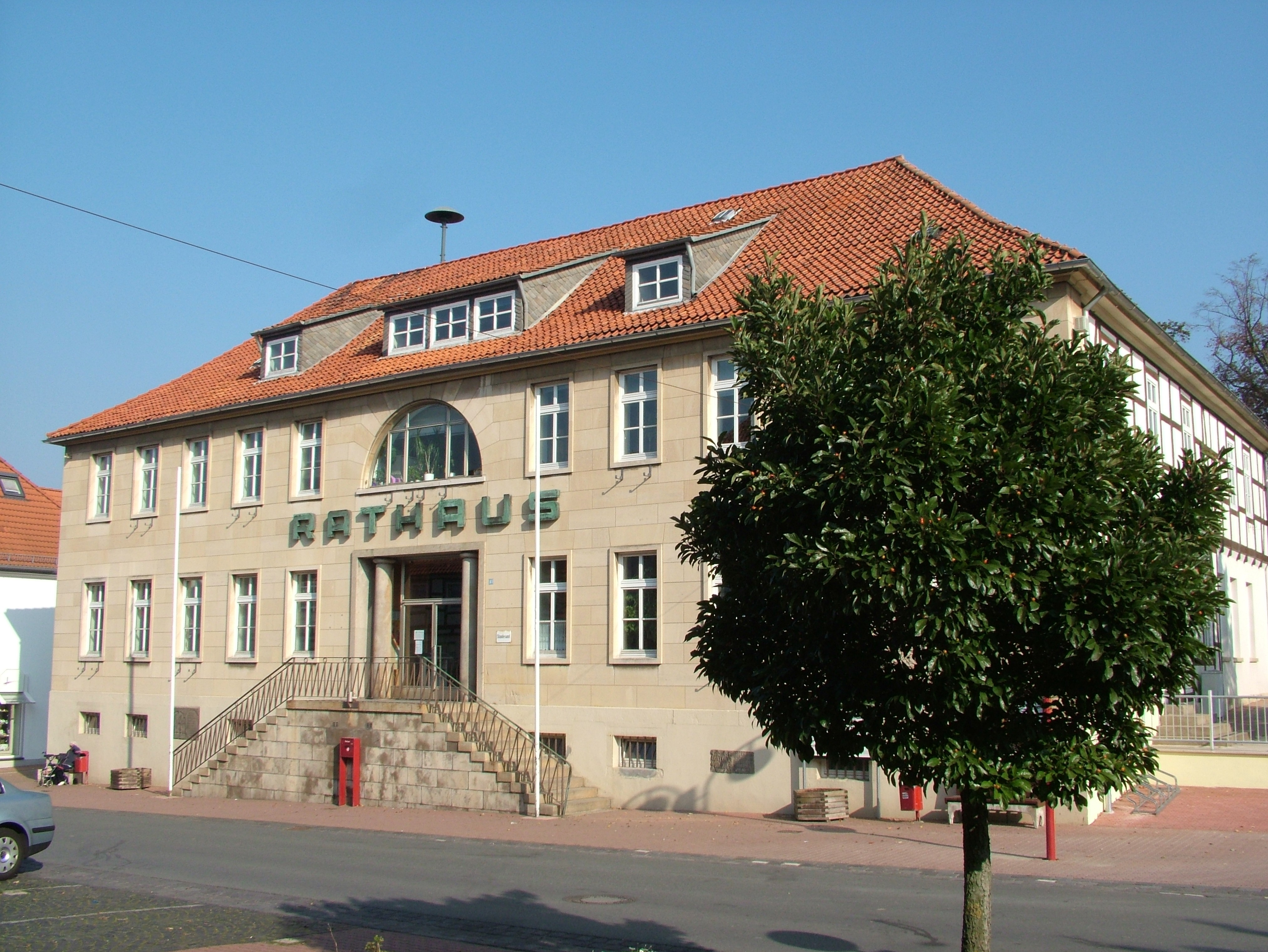
Ратуша
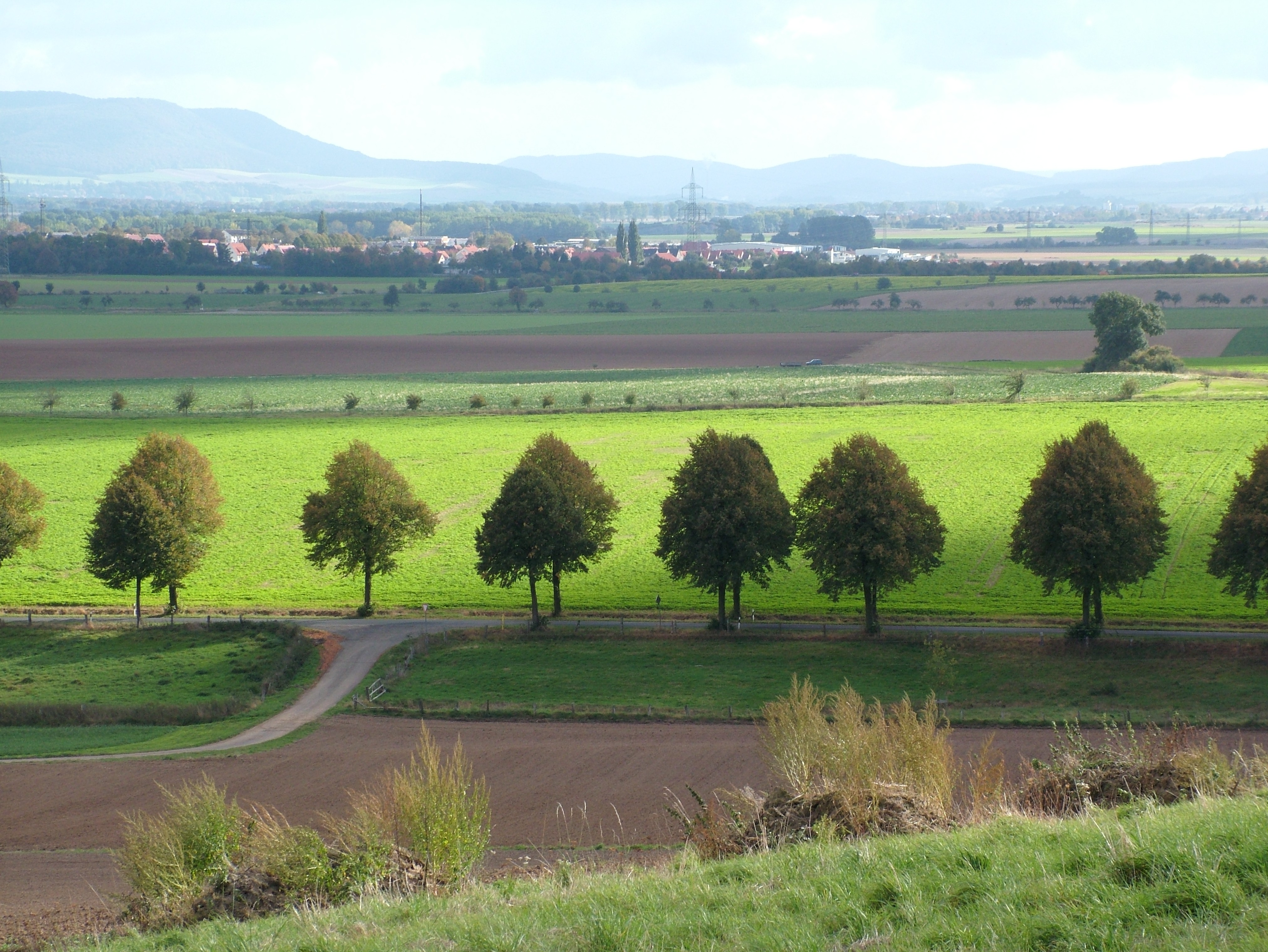